# Deuterophlebia
Deuterophlebia (лат.) — род двукрылых насекомых из подотряда длинноусых, выделяемый в монотипическое семейство девтерофлебиид (Deuterophlebiidae). Включает 14 видов.

## Описание
Взрослые особи имеют широкие, веерообразные крылья, не питаются (ротовой аппарат редуцирован). Самец имеет очень длинные усики, которые используются в защите своей территории на воде, где привлечённая самка будет спариваться и откладывать яйца. Личинки населяют ручьи и легко определяются по разветвлённым усикам.

## Виды
14 видов:
- Deuterophlebia bicarinata Courtney, 1994
- Deuterophlebia blepharis Courtney, 1994
- Deuterophlebia brachyrhina Courtney, 1994
- Deuterophlebia coloradensis Pennak, 1945
- Deuterophlebia inyoensis Kennedy, 1960
- Deuterophlebia mirabilis Edwards, 1922
- Deuterophlebia nielsoni Kennedy, 1958
- Deuterophlebia nipponica Kitakami, 1938
- Deuterophlebia oporina Courtney, 1994
- Deuterophlebia personata Courtney, 1990
- Deuterophlebia sajanica Jedlicka & Halgos, 1981
- Deuterophlebia shasta Wirth, 1951
- Deuterophlebia tyosenensis Kitakami, 1938
- Deuterophlebia vernalis Courtney, 1990

## Заметки
1. ↑  Мамаев Б. М. Отряд Двукрылые, или Мухи и комары (Diptera) // Жизнь животных. Том 3. Членистоногие: трилобиты, хелицеровые, трахейнодышащие. Онихофоры / под ред. М. С. Гилярова, Ф. Н. Правдина, гл. ред. В. Е. Соколов. — 2-е изд. — М.: Просвещение, 1984. — С. 390. — 463 с.
2. ↑  Gregory W. Courtney. Life History Patterns of Nearctic Mountain Midges (Diptera:Deuterophlebiidae) // Journal of the North American Benthological Society. — 1991-06-01. — Т. 10, вып. 2. — С. 177–197. — ISSN 0887-3593. — doi:10.2307/1467577.
3. ↑  Rasnitsyn et al. (2006)
4. ↑  Catalogue of Life: Род Deuterophlebia Архивная копия от 5 мая 2018 на Wayback Machine со ссылкой на Systema Dipterorum Архивная копия от 5 апреля 2010 на Wayback Machine. Проверено 17 августа 2016 года